# Caia e São Pedro
Caia e São Pedro ist ein Ort und eine ehemalige Gemeinde (Freguesia) im portugiesischen Kreis Elvas. Die Gemeinde hatte 4126 Einwohner (Stand 30. Juni 2011).
Am 29. September 2013 wurden die Gemeinden Caia e São Pedro und Alcáçova zur neuen Gemeinde Caia, São Pedro e Alcáçova zusammengeschlossen.